# Canoagem nos Jogos Olímpicos de Verão de 2016 - Slalom C-2 masculino
A competição do slalom C-2 masculino  da canoagem nos Jogos Olímpicos de Verão de 2016 realizou-se nos dias 8 e 11 de agosto no Estádio de Canoagem Slalom.

## Calendário
Horário local (UTC-3)
| Dia          | Horário | Fase       |
| ------------ | ------- | ---------- |
| 8 de agosto  | 13:30   | Preliminar |
| 11 de agosto | 13:30   | Semifinal  |
| 11 de agosto | 15:16   | Final      |

## Medalhistas
| Ouro   | SVK Ladislav Škantár e Peter Škantár  |
| Prata  | GBR David Florence e Richard Hounslow |
| Bronze | FRA Gauthier Klauss e Matthieu Péché  |

## Resultados
| Pos.              | Canoísta                                | Preliminar | Preliminar | Preliminar | Preliminar | Preliminar | Preliminar | Semifinal   | Semifinal   | Semifinal   | Final       | Final       | Final       |
| Pos.              | Canoísta                                | Descida 1  | Pen.       | Descida 2  | Pen.       | Melhor     | Ordem      | Tempo       | Pen.        | Ordem       | Tempo       | Pen.        | Ordem       |
| ----------------- | --------------------------------------- | ---------- | ---------- | ---------- | ---------- | ---------- | ---------- | ----------- | ----------- | ----------- | ----------- | ----------- | ----------- |
| Medalha de ouro   | SVK Ladislav Škantár e Peter Škantár    | 100.89     | 0          | 106.00     | 8          | 100.89     | 1          | 110.42      | 4           | 6           | 101.58      | 0           | 1           |
| Medalha de prata  | GBR David Florence e Richard Hounslow   | 103.27     | 0          | DNS        | –          | 103.27     | 3          | 109.60      | 2           | 3           | 102.01      | 0           | 2           |
| Medalha de bronze | FRA Gauthier Klauss e Matthieu Péché    | 103.35     | 2          | 102.43     | 0          | 102.43     | 2          | 110.19      | 4           | 5           | 103.24      | 0           | 3           |
| 4                 | GER Franz Anton e Jan Benzien           | 103.43     | 0          | 114.35     | 4          | 103.43     | 5          | 107.93      | 0           | 1           | 103.58      | 0           | 4           |
| 5                 | POL Marcin Pochwała e Piotr Szczepański | 115.36     | 2          | 159.68     | 52         | 115.36     | 11         | 110.17      | 0           | 4           | 104.97      | 0           | 5           |
| 6                 | RUS Mikhail Kuznetsov e Dmitry Larionov | 167.26     | 54         | 107.39     | 0          | 107.39     | 8          | 112.39      | 6           | 8           | 106.70      | 0           | 6           |
| 7                 | SLO Luka Božič e Sašo Taljat            | 105.21     | 0          | 113.41     | 2          | 105.21     | 6          | 111.14      | 4           | 7           | 107.73      | 2           | 7           |
| 8                 | CZE Jonáš Kašpar e Marek Šindler        | 104.32     | 0          | 103.43     | 4          | 103.43     | 4          | 108.09      | 4           | 2           | 108.35      | 4           | 8           |
| 9                 | SUI Lukas Werro e Simon Werro           | 158.47     | 54         | 110.56     | 2          | 110.56     | 9          | 115.40      | 4           | 9           | 111.52      | 0           | 9           |
| 10                | USA Casey Eichfeld e Devin McEwan       | 112.33     | 4          | 117.19     | 6          | 112.33     | 10         | 116.26      | 2           | 10          | 119.85      | 8           | 10          |
|                   |                                         |            |            |            |            |            |            |             |             |             |             |             |             |
| 11                | BRA Charles Corrêa e Anderson Oliveira  | 107.71     | 2          | 106.14     | 2          | 106.14     | 7          | 116.49      | 6           | 11          | Não avançou | Não avançou | Não avançou |
|                   |                                         |            |            |            |            |            |            |             |             |             |             |             |             |
| 12                | JPN Shota Sasaki e Tsubasa Sasaki       | 122.04     | 12         | 119.04     | 6          | 119.04     | 12         | Não avançou | Não avançou | Não avançou | Não avançou | Não avançou | Não avançou |